# Monstrilloida
Monstrilloida is een kleine orde van de eenoogkreeftjes. 
Copepoden uit deze orde zijn als adulten vrijlevend in zee maar de nauplii zijn parasitair op benthische borstelwormen en weekdieren. De volwassen dieren kunnen zich niet meer voeden en hebben enkel nog een voortplantingsfunctie.

## Indeling
Er is slechts één familie:
- Familie Monstrillidae